# Hermann von Guttenberg

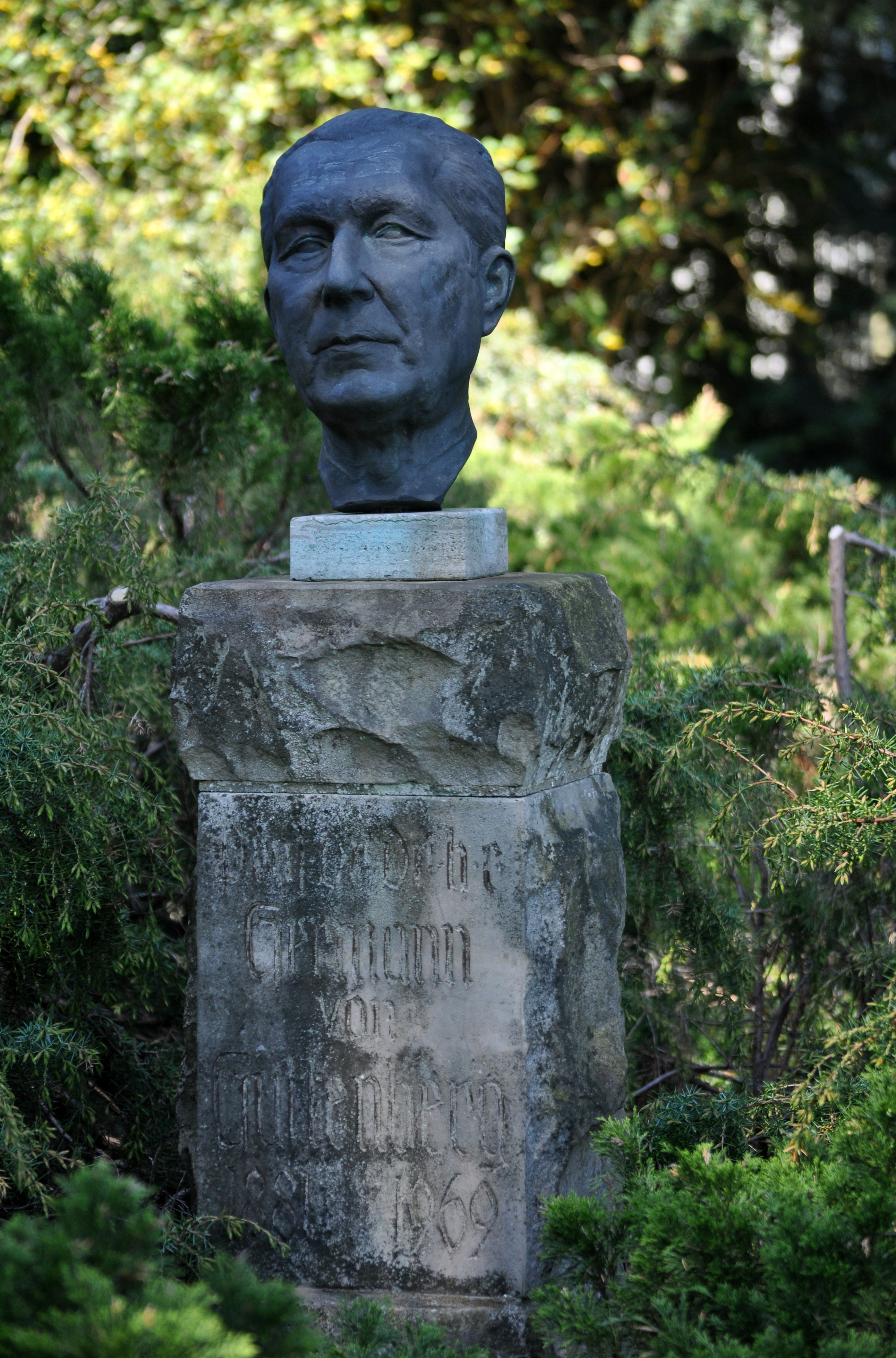
Büste des Hermann von Guttenberg im Botanischen Garten Rostock

Hermann von Guttenberg (* 13. Januar 1881 in Triest; † 8. Juni 1969 in Rostock) war ein österreichisch-deutscher Professor für Botanik. Seine Lehrgebiete waren die Pflanzenanatomie, Morphologie und Pflanzenphysiologie.

## Leben
Hermann von Guttenberg war der Sohn des Landesforstinspektors Ritter Hermann von Guttenberg und dessen Ehefrau Ludmilla, geborene Plachetka. Zu seinen beiden Geschwistern gehörte die Malerin Rosa Guttenberg. 1899 legte er das Abitur in Graz ab und leistete dort im Anschluss auch einen Militärdienst als Einjährig-Freiwilliger ab. Von 1900 bis 1904 studierte er Naturwissenschaften mit dem Schwerpunkt Botanik an den Universitäten Wien und Graz. 1904 promovierte er in Graz zum Dr. phil. mit der Arbeit Beiträge zur physiologischen Anatomie der Pilzgallen. Ab 1904 war er Assistent an den Botanischen Instituten der Universitäten in Graz und Leipzig. 1908 folgte in Leipzig die Habilitation zum Thema Anatomisch-physiologische Untersuchungen über das immergrüne Laubblatt der Mediterranflora.
Während des Ersten Weltkriegs war Guttenberg von 1915 bis 1918 für die österreichische Armee im Kriegseinsatz. 1919 wurde er zum außerordentlichen Professor für Pflanzenphysiologie an der Universität Berlin ernannt, bevor er 1923 als ordentlicher Professor für Botanik an die Universität Rostock berufen wurde. Mit der Verleihung des Buitenzorg-Stipendiums unternahm er 1928 bis 1929 Studienreisen nach Ceylon, Java, Sumatra und Bali. In Rostock war Guttenberg im Botanischen Institut und für den Botanischen Garten tätig. Von 1923 bis 1957 hatte er mit einer kurzen Unterbrechung das Amt des Institutsdirektors inne. Ab 1926 war Hermann von Guttenberg Mitherausgeber der Planta. Archiv für wissenschaftliche Botanik und ab 1954 der Botanischen Studien.
Seit 1922 war Hermann von Guttenberg mit der Bildhauerin Hertha von Guttenberg, geb. Cornilsen, verheiratet.

## Wissenschaftliche Mitgliedschaften
- 1936 Deutsche Akademie der Naturforscher Leopoldina
- 1938 American Society of Plant Physiologists
- 1938 Wiener Biologische Gesellschaft
- 1959 stellvertretender Vorsitzender der Biologischen Gesellschaft der DDR
- 1960 New York Academy of Sciences

## Ehrungen
- 1956 Nationalpreis der DDR II. Klasse
- 1961 Ehrensenator der Universität Rostock
- 1965 Ehrendoktor für Medizin der Universität Rostock